# Вортинг
Вортинг (енгл. Worthing) је град у Уједињеном Краљевству у Енглеској. Према процени из 2007. у граду је живело 99.935 становника.

## Становништво
Према процени, у граду је 2008. живело 99.935 становника.
| 1981.  | 1991.  | 2001.  |
| ------ | ------ | ------ |
| 90.687 | 95.732 | 96.964 |

## Партнерски градови
- Гутах им Брајсгау
- Les Sables-d'Olonne
- Елцах